# Circondario del Reno-Hunsrück
Il circondario del Reno-Hunsrück (in tedesco Rhein-Hunsrück-Kreis, targa SIM) è un circondario (Landkreis) della Renania-Palatinato, in Germania.

Comprende 6 città e 128 comuni.

Il capoluogo è Simmern/Hunsrück, il centro maggiore Boppard.

## Geografia antropica
Tra parentesi gli abitanti al 31 dicembre 2021, il capoluogo della comunità amministrativa è contrassegnato da un asterisco.

### Città
- Boppard (15 403)

### Comunità amministrative (Verbandsgemeinde)
- Verbandsgemeinde Hunsrück-Mittelrhein, con i comuni:

1. Badenhard (146)
2. Beulich (492)
3. Bickenbach (351)
4. Birkheim (143)
5. Damscheid (661)
6. Dörth (521)
7. Emmelshausen, città * (4 980)
8. Gondershausen (1 285)
9. Halsenbach (1 301)
10. Hausbay (210)
11. Hungenroth (271)
12. Karbach (642)
13. Kratzenburg (396)
14. Laudert (432)
15. Leiningen (719)
16. Lingerhahn (514)
17. Maisborn (126)
18. Mermuth (234)
19. Morshausen (344)
20. Mühlpfad (63)
21. Ney (370)
22. Niederburg (667)
23. Niedert (126)
24. Norath (487)
25. Oberwesel, città (2 813)
26. Perscheid (324)
27. Pfalzfeld (616)
28. Sankt Goar, città (2 783)
29. Schwall (315)
30. Thörlingen (144)
31. Urbar (699)
32. Utzenhain (111)
33. Wiebelsheim (532)

- Verbandsgemeinde Kastellaun, con i comuni:

1. Alterkülz (381)
2. Bell (Hunsrück) (1 435)
3. Beltheim (1 971)
4. Braunshorn (636)
5. Buch (828)
6. Dommershausen (1 103)
7. Gödenroth (479)
8. Hasselbach (214)
9. Hollnich (301)
10. Kastellaun, città * (5 557)
11. Korweiler (76)
12. Lahr (180)
13. Mastershausen (986)
14. Michelbach (197)
15. Mörsdorf (620)
16. Roth (252)
17. Spesenroth (146)
18. Uhler (346)
19. Zilshausen (284)

- Verbandsgemeinde Kirchberg (Hunsrück), con i comuni:

1. Bärenbach (471)
2. Belg (115)
3. Büchenbeuren (1 746)
4. Dickenschied (711)
5. Dill (201)
6. Dillendorf (562)
7. Gehlweiler (215)
8. Gemünden (1 307)
9. Hahn (202)
10. Hecken (102)
11. Heinzenbach (419)
12. Henau (154)
13. Hirschfeld (Hunsrück) (261)
14. Kappel (439)
15. Kirchberg (Hunsrück), città * (4 020)
16. Kludenbach (123)
17. Laufersweiler (803)
18. Lautzenhausen (411)
19. Lindenschied (179)
20. Maitzborn (103)
21. Metzenhausen (95)
22. Nieder Kostenz (177)
23. Niedersohren (454)
24. Niederweiler (395)
25. Ober Kostenz (250)
26. Raversbeuren (130)
27. Reckershausen (355)
28. Rödelhausen (123)
29. Rödern (187)
30. Rohrbach (173)
31. Schlierschied (172)
32. Schwarzen (137)
33. Sohren (3 232)
34. Sohrschied (112)
35. Todenroth (78)
36. Unzenberg (385)
37. Wahlenau (203)
38. Womrath (186)
39. Woppenroth (230)
40. Würrich (152)

- Verbandsgemeinde Simmern-Rheinböllen, con i comuni

1. Altweidelbach (273)
2. Argenthal (1 661)
3. Belgweiler (202)
4. Benzweiler (207)
5. Bergenhausen (115)
6. Biebern (284)
7. Bubach (234)
8. Budenbach (192)
9. Dichtelbach (612)
10. Ellern (Hunsrück) (897)
11. Erbach (280)
12. Fronhofen (234)
13. Holzbach (543)
14. Horn (341)
15. Keidelheim (331)
16. Kisselbach (595)
17. Klosterkumbd (272)
18. Külz (Hunsrück) (472)
19. Kümbdchen (505)
20. Laubach (437)
21. Liebshausen (504)
22. Mengerschied (722)
23. Mörschbach (341)
24. Mutterschied (460)
25. Nannhausen (614)
26. Neuerkirch (314)
27. Niederkumbd (322)
28. Ohlweiler (329)
29. Oppertshausen (122)
30. Pleizenhausen (297)
31. Ravengiersburg (320)
32. Rayerschied (101)
33. Reich (340)
34. Rheinböllen, città (4 150)
35. Riegenroth (228)
36. Riesweiler (773)
37. Sargenroth (428)
38. Schnorbach (257)
39. Schönborn (271)
40. Simmern/Hunsrück, città * (7 874)
41. Steinbach (Renania-Palatinato) (138)
42. Tiefenbach (745)
43. Wahlbach (173)
44. Wüschheim (307)